# Abbaye de Garendon
L’abbaye de Garendon est une ancienne abbaye cistercienne située à proximité de Loughborough, dans le district de Charnwood (Leicestershire), en Angleterre. Comme la plupart des abbayes britanniques, elle a été fermée par Henry VIII durant la campagne de dissolution des monastères.

## Histoire

### Fondation
L'abbaye de Garendon a été fondée en 1133 grâce au soutien de Robert II de Beaumont. Elle est érigée en abbaye cistercienne fille de celle de Waverley. Elle prospère rapidement au point de fonder deux abbayes-filles, Bordesley en 1138 et Biddlesden en 1147.

### Moyen Âge
À l'instar de l'immense majorité des abbayes cisterciennes britanniques, Garendon vit principalement de l'élevage ovin et de l'exportation de la laine vers le continent européen ; en 1225, l'abbaye obtient ainsi le droit d'exporter sa laine vers les Flandres.
Garendon, au cours de son histoire, est confrontée à plusieurs problèmes impliquant ses abbés. L'abbé Reginald est assassiné en 1196 ; plus tard, l'un d'entre eux est accusé de dépendance à l'alcool, enfin un troisième se marie. Sus le règne d'Édouard III, l'abbaye est très endettée, au point d'avoir possiblement hébergé des brigands.

### Liste des abbés de Garendon
- Robert, attesté en 1144 et 1145 ;
- Geoffrey, attesté en 1147 ;
- Thurstan, attesté entre 1155 et 1164, mort en 1189 ;
- William, élu en 1189 et quittant sa charge en 1195 ;
- Reynold, élu en 1195 et attesté en 1196 ;
- Adam, qui quitte sa charge en 1219 ;
- William, qui laisse la charge abbatiale en 1226 ;
- Reynold, de 1226 à 1234 ;
- Andrew, élu en 1234 ;
- Simon, attesté en 1251 ;
- Robert, attesté en 1275 ;
- Roger, attesté avant 1281 ;
- Eustace, attesté en 1290 et 1294 ;
- John, attesté de 1299 à 1330 ;
- Walter Seynt Croys, attesté en 1340 et qui quitte sa charge en 1350 ;
- John, attesté en 1360 ;
- Thomas of Lughtburgh, élu en 1361 et attesté en 1382 ;
- John, attesté en 1406 ;
- Richard, attesté au début du XVe siècle ;
- John Scarburghe, attesté en 1418 ;
- John of London, attesté en 1439 ;
- John Clareborough, attesté en 1487 ;
- William Leycestre, attesté en 1490 ;
- Thomas, attesté en 1513 ;
- Thomas Siston, attesté en 1535 ;
- Randolph Arnold, dernier abbé[3].

### Dissolution du monastère

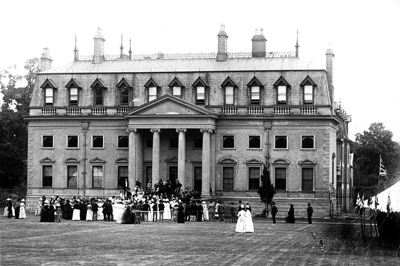
en, le manoir ayant été construit à l'emplacement de l'abbaye, photographié vers 1890.

En 1536, comme de nombreuses autres abbayes anglaises, à la suite de la rupture entre Henry VIII et l'Église catholique, l'abbaye de Garendon est fermée lors de la campagne de dissolution des monastères. La partie occidentale du site (Garendon Hall) est alors transformée en un manoir de style palladien, très à la mode alors en Angleterre.

## Abbaye
L'abbaye formait un rectangle d'environ 70 par 80 mètres, et était bâtie suivant le plan classique cistercien : église abbatiale au nord du cloître, orientée à l'est, à chevet plat, avec deux chapelles de chaque côté du chœur. Le manoir du XVIIe siècle, quant à lui, mesurait environ cent par quarante mètres ; il a été démoli en 1964.